# آنجلیکا (فیلم)
«آنجلیکا» (انگلیسی: Angelica (film)) یک فیلم به کارگردانی میچل لیختن‌استاین است که در سال ۲۰۱۵ منتشر شد.